# Kerivoula
Genre
Kerivoula est un genre de chauves-souris de la famille des Vespertilionidae.

## Quelques caractéristiques
La taille des Kérivoules est généralement relativement petite. Leur fourrure laineuse a un aspect plus ou moins givré, parfois moucheté de poils plus clairs. Les oreilles en entonnoir ont un long tragus pointu. Le long museau et le crâne en dôme, ainsi que les yeux minuscules (même régressés) sont généralement dissimulés dans l'épaisse fourrure. La membrane porte quelques courts poils clairs. Le premier doigt est une extension en crochet en dehors de la membrane et sert à agripper le substrat.

## Liste d'espèces
Selon ITIS:
- Kerivoula aerosa (Tomes, 1858)
- Kerivoula africana Dobson, 1878
- Kerivoula agnella Thomas, 1908
- Kerivoula argentata Tomes, 1861
- Kerivoula atrox Miller, 1905
- Kerivoula cuprosa Thomas, 1912
- Kerivoula eriophora (Heuglin, 1877)
- Kerivoula flora Thomas, 1914
- Kerivoula hardwickii (Horsfield, 1824)
- Kerivoula intermedia Hill & Francis, 1984
- Kerivoula jagorii (Peters, 1866)
- Kerivoula lanosa (A. Smith, 1847)
- Kerivoula minuta Miller, 1898
- Kerivoula muscina Tate, 1941
- Kerivoula myrella Thomas, 1914
- Kerivoula papillosa (Temminck, 1840)
- Kerivoula papuensis (Dobson, 1878)
- Kerivoula pellucida (Waterhouse, 1845)
- Kerivoula phalaena Thomas, 1912
- Kerivoula picta (Pallas, 1767) — muscardin volant
- Kerivoula smithii Thomas, 1880
- Kerivoula whiteheadi Thomas, 1894